# Tom Guiry
Thomas John 'Tom' Guiry (Toms River, 12 oktober 1981) is een Amerikaans acteur.

## Biografie
Guiry heeft de high school doorlopen aan de Notre Dame High School in Lawrenceville (New Jersey). Op achttienjarige (1999) leeftijd kreeg hij een zoon.

## Filmografie

### Films
Uitgezonderd korte films.
- 2022 Killin Smallz - als Tom Guiry
- 2021 The Unforgivable - als Keith Whelan
- 2019 Roe v. Wade - als pastoor James T. McHugh
- 2017 Wonder Wheel - als flirtende man bij Ruby's
- 2017 Sollers Point - als Aaron
- 2017 Brawl in Cell Block 99 - als Wilson
- 2016 Culling Hens - als William
- 2015 The Revenant – als Billy Brother Trapper
- 2014 Mahjong and the West - als Stewart
- 2012 The Fitzgerald Family Christmas – als Cyril
- 2011 Joint Body – als Danny Wilson
- 2008 Yonkers Joe – als Joe jr.
- 2007 Black Irish – als Terry McKay
- 2007 Prisoner – als Bob
- 2006 Bristol Boys – als kleine man
- 2006 Steel City – als PJ Lee
- 2005 Strangers with Candy – als P John
- 2004 Strip Search – als Gerry Sykes
- 2003 Mystic River – als Brendan Harris
- 2003 Justice – als de rode anarchist
- 2003 The Mudge Boy – als Perry Foley
- 2002 We Were the Mulvaneys – als Judd Mulvaney
- 2001 Black Hawk Down – als Yurek
- 2001 Scotland, Pa. – als Malcolm Duncan
- 2000 Songs in Ordinary Time – als Noran Fermoyle
- 2000 Tigerland – als soldaat Cantwell
- 2000 U-571 – als Ted Fitzgerald
- 1999 Ride with the Devil – als Riley Crawford
- 1998 Strike! – als Frost
- 1998 Wrestling with Alligators – als Pete
- 1996 The Last Home Run – als jonge Jonathan
- 1995 The Four Diamonds – als Christopher Millard / Squire Millard
- 1994 Lassie – als Matthew Turner
- 1993 The Sandlot – als Scotty Smalls
- 1993 A Place to Be Loved – als Gregory K

### Televisieseries
Uitgezonderd eenmalige gastrollen.
- 2009 Kings – als Ethan Shepherd – 2 afl.
- 2007 The Black Donnellys – als Jimmy Donnelly – 14 afl.

- Biblioteca Nacional de España: XX1287952
- Bibliothèque nationale de France: cb140562880 (data)
- Gemeinsame Normdatei: 1023865459
- International Standard Name Identifier: 0000 0001 1440 6376
- Library of Congress Control Number: no00086136
- Nationale Bibliotheek van Tsjechië: xx0179066
- Nationale Bibliotheek van Israël: 987007318125705171
- Nationale Bibliotheek van Polen: a0000001898910
- Nederlandse Thesaurus van Auteursnamen: 140991549
- Virtual International Authority File: 29735973
- WorldCat: E39PBJhH679VQ4g9Ym8jvTjjYP